# Robert de Hoog (scientifique)
Pour l’article homonyme, voir Robert de Hoog.
Robert de Hoog (né le 3 octobre 1944 à Nieuwer-Amstel) est un sociologue néerlandais et professeur émérite de gestion de l'information et des connaissances à l'université de Twente, connu pour ses contributions dans le domaine de la modélisation scientifique.

## Biographie
De Hoog obtient son doctorat en 1978 à l'Université d'Amsterdam avec une thèse intitulée "Politieke voorkeur: oordelen en beslissen" sous la direction de Rob Mokken.
Après avoir obtenu son diplôme, De Hoog commence sa carrière universitaire à l'Université d'Amsterdam en tant que chercheur pour l'Instituut voor Wetenschap der Andragogie IWAL (Institut d'andrologie scientifique), où au milieu des années 1980, il devient professeur associé d'informatique en sciences sociales. En 2000, il s'installe à l'Université de Twente, où il est nommé professeur agrégé de gestion de sciences de l'information.
Les recherches de De Hoog portent sur les domaines de "l'intelligence artificielle, des systèmes experts, de la recherche d'informations basée sur les connaissances et de la gestion des connaissances ... [et] les projets KITS financés par l'UE qui ont construit un jeu complet de simulation d'apprentissage de la gestion des connaissances et le projet METIS qui se concentre sur les techniques et méthodes de cartographie des connaissances utilisant différentes ontologies.